# Kanton Bourgogne
Kanton Bourgogne (fr. Canton de Bourgogne) je francouzský kanton v departementu Marne v regionu Grand Est. Tvoří ho 28 obcí. Před reformou kantonů 2014 ho tvořilo 24 obcí.

## Obce kantonu
od roku 2015:
| - Auménancourt - Bazancourt - Beine-Nauroy - Berméricourt - Berru - Boult-sur-Suippe - Bourgogne-Fresne - Brimont - Caurel - Cauroy-lès-Hermonville - Cormicy - Courcy - Hermonville - Heutrégiville | - Isles-sur-Suippe - Lavannes - Loivre - Merfy - Nogent-l'Abbesse - Pomacle - Pouillon - Saint-Étienne-sur-Suippe - Saint-Thierry - Thil - Villers-Franqueux - Warmeriville - Witry-lès-Reims |

před rokem 2015:
| - Auménancourt - Bazancourt - Berméricourt - Boult-sur-Suippe - Bourgogne - Brimont - Caurel - Cauroy-lès-Hermonville - Cormicy - Courcy - Fresne-lès-Reims - Heutrégiville | - Isles-sur-Suippe - Lavannes - Loivre - Merfy - Pomacle - Pouillon - Saint-Étienne-sur-Suippe - Saint-Thierry - Thil - Villers-Franqueux - Warmeriville - Witry-lès-Reims |